# Ли Ци
Ли Ци (кит. трад. 李頎, упр. 李颀, пиньинь Lǐ Qí; 690—751) — китайский поэт времен династии Тан. Его произведения входят в антологию Триста танских поэм.Родился в Чжаосянь, провинция Хэбей. позднее переехал в Дэнфэн, провинция Хэнань. Семья Ли происходила из класса ши одного из четырех сословий. Поддерживал связи с Ван Вэйем, Ван Чанлином и Гао Ши.

## Творчество
《望秦川》
秦川朝望迥，

日出正东峰。

远近山河净，

逶迤城阙重。

秋声万户竹，

寒色五陵松。

客有归欤叹，

凄其霜露浓。

В Циньчуани утром смотрю на бескрайние дали,

солнце восходит прямо над пиком восточным.

Везде-повсюду горы и реки чисты,

вьются-петляют городские башни сурово.

Осенние звуки в бамбуке дворов бессчетных,

холодны краски сосен Пяти усыпальниц.

На чужбине живущий вздыхает: «Эх бы вернуться!»

Печали его, словно иней с росой обильны.

— Перевод Евгения Захарова